# M'Kira
M'Kira è un comune dell'Algeria, situato nella provincia di Tizi Ouzou.